# Vənənd
Vənənd è un comune dell'Azerbaigian situato nel distretto di Ordubad.